# Rue de la Baleine
La rue de la Baleine est une petite voie publique du 5e arrondissement de Lyon en France, reliant le quai Romain-Rolland à la place de la Baleine. C'est une rue piétonne.

## Présentation
La rue est pavée. Toutes les promenades du livre À travers Lyon d'Auguste Bleton débutent rue de la Baleine.

## Origine du nom
L'origine du nom de cette rue est inconnue, comme pour la place de la Baleine. Il est cependant parfois indiqué que son nom proviendrait du port situé à proximité au XVIe siècle. Une légende fait, elle, état de la découverte ancienne d'un os de cétacé à proximité de la rue.
La rue est attestée en 1615.

## Sites remarquables
Deux maisons font l'objet d'une inscription au titre des monuments historiques : au 1 et au 3 de la rue.

## Transports
Une station Vélo'v « Saint Jean / Rue de la Baleine » no 5026 se trouve côté Quai Romain-Rolland, à l'intersection avec la rue.